# Regne de Kalabari
El Regne de Kalabari (també anomenat Elem Kalabari o Nova Calabar pels europeus) és un estat tradicional dels kalabaris, un clan ijaw que viuen al delta del Níger, a l'estat de Rivers al sud de Nigèria.

## Antropologia
Segons una teoria, els kalabaris eren originaris de la ciutat de Calabar (anomenada "Antic Calabar" pels europeus), una ciutat situada a l'est de Nou Calabar que actualment està poblada per efiks. Això podria ser una invenció, ja que els efiks diuen que foren els europeus qui anomenaren "Calabar" a la ciutat. Hi ha altres teories que afirmen que Kalabari fou fundada per colonitzadors ijaws que provenien d'Amafo, ciutat de la riba occidental del riu New Calabar que posteriorment es van unir a altres colonitzadors provinents d'altres comunitats.
Els kalabaris van ocupar un grup d'illes que hi havia als pantans de manglars del delta del Níger i van viure de la pesca i el comerç.
La gent d'Elem Kalabari tenia la divinitat Ovemenakaso (o Awamenakasa, Akaso), considerada com la mare de totes les deïtats del clan Kalabari, tot i que els diversos assentaments tenien els seus panteons locals. Owemenakaso s'oposava a la guerra i les matances i posteriorment els kalabaris la van associar com germana de la deessa britànica Brittana. Degut a ser una cultura generalment pacífica, els kalabaris eren anomenats per algres grups com Englismen.

## Història

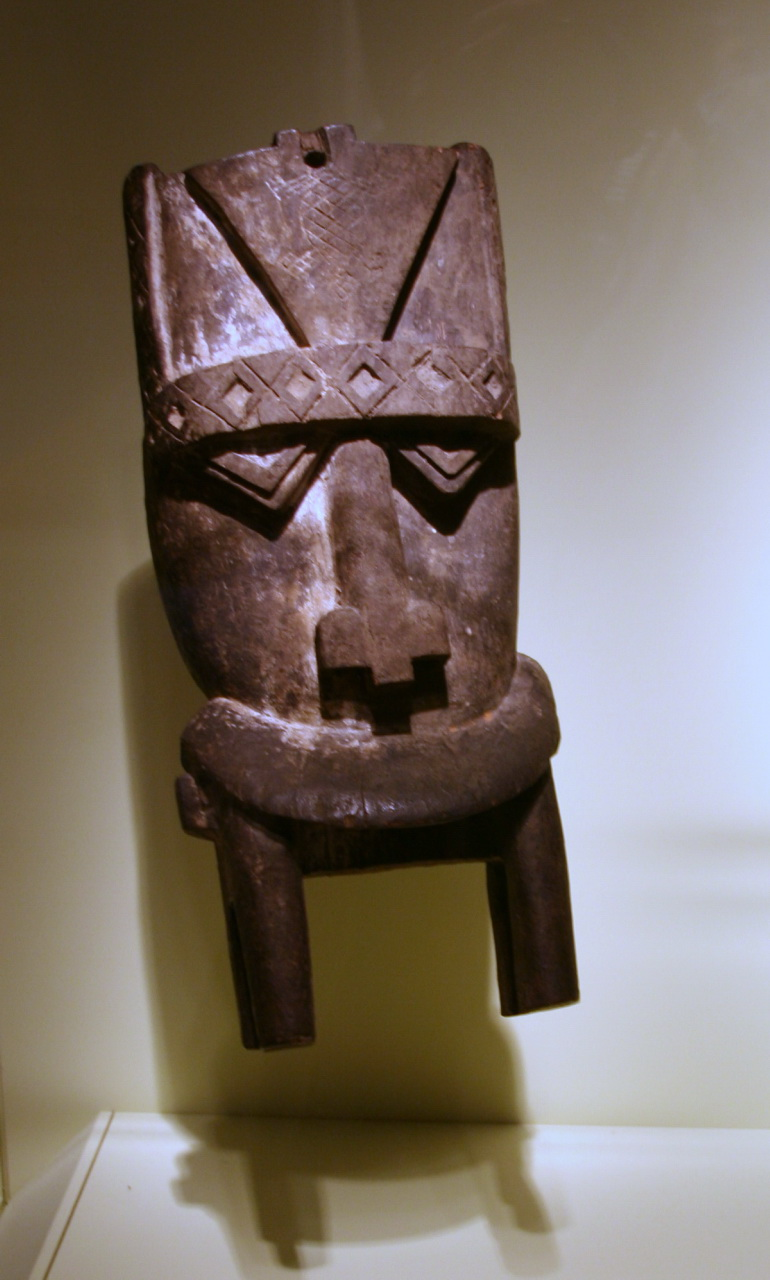
Màscara dels kalabaris, Nigèria, principis del, fusta, pigments (National Museum of African Art)

Abans de finals del segle xviii un rei anomenat rei Owerri Daba va portar el comerç d'esclaus a Kalabari i Bonny i va fundar les cases de Duke Monmouth i Duke Africa. El 1699 James Barbot va reportar d'haver donat regals a Duke Monmouth de Kalabari. Kalavari va esdevenir un entrepôt (port lliure per a comerciar amb productes de dubtosa legalitat) del comerç d'esclaus atlàntic, sobretot des del que es van vendre esclaus igbos.
Amachree I, que va morir el 1800, va fundar la dinastia que porta el seu nom. La majoria de les cases comercials més importants es van expandir durant el seu regnat. Al segle xix el regne de Kalabari va esdevenir el centre de poder de l'est del delta del Níger. Elem Kalabari va lluitar contra el regne de Nembe, a l'oest, el regne de Bonny, al sud-est i Okrika, al nord-est. El seu rival principal fou Okrika, que tenia prou potencial per a impedir que els kalabaris accedissin a l'interior del delta per a capturar-hi esclaus.
El juliol del 1863 va esclatar el conflicte amb els nembes i aquests van resultar victoriosos. El desembre del 1865 els okrikes havien començat a emboscar canoes comercials kalabaris i els bonnys els van amenaçar d'unir-s'hi quan Kalabari va bloquejar el seu pas a través del seu territori. El cònsol britànic va haver de posar-hi pau. Quan Jubo Jubogha ("Ja-Ja") va emigrar del Regne de Bonny el 1869 i va establir l'estat separat d'Opobo i va esdevenir aliat dels kalabaris. Llavors Bonny va començar a enfrontar-se més seriosament amb Kalabari per a recuperar Opobo. El 1873 es va firmar un tractat de pau perpetu entre Kalabari i Bonnyi, el mateix dia que dues faccions rivals kalabaris també havien signat un tractat de pau.
Però cap d'aquests dos tractats fou seguit. Al juliol del 1882 el cònsol britànic va haver de tornar a intervenir en una altra lluita entre els kalabaris i els bonnys. Entre el 1882 i el 1884 va continuar la lluita entre dues faccions de la família real. La facció Amakiri va seguir en el poder, mentre que el grup Barboy va fundar Bakana. Poc després, els amakiris també van evacuar Elem Kalabari i Buguma va esdevenir la nova capital. El govern de Kalabari, llavors el van encapçalar un concell de caps liderat per un rei que tenia poc poder. Aquesta estructura ha sobreviscut fins a l'actualitat.

## Reis

### Estat independent
Els últims reis del regne de Kalabari independent són:
| Inici      | Fí         | Rei                           |
| ---------- | ---------- | ----------------------------- |
| 1770       | 1790       | Amachree I                    |
| 1790       |            | Amachree II                   |
|            | Abril 1863 | Amachree III                  |
| Abril 1863 | 1900       | Amachree IV (Abbe Princewill) |

### Protectorat i Federació de Nigèria
Els reis durant el protectorat britànic i la Nigèria independent són:
| Inici          | Fí             | Rei                                                      |
| -------------- | -------------- | -------------------------------------------------------- |
| 1900           | 1918           | Amachree V (Charlie Keini)                               |
| 1919           | 1927           | Amachree VI (Willie Keini)                               |
| 1927           | 1960           | Amachree VII (Obenibo J.T. Princewill)                   |
| 1960           | 1973           | Amachree VIII (Frederick Princewill) (a. 1884 – d. 1960) |
| 1973           | 1975           | Amachree IX (Cottone Keini)                              |
| 1975           | 7 deyJune 1998 | Amachree X (Abbiye Suku) (d. 1998)                       |
| 7 de Juny 1998 | 2002           | Vacant                                                   |
| 2002           |                | Amachree XI (Theophilus J.T. Princewill) (b. 1930)       |